# Futurism

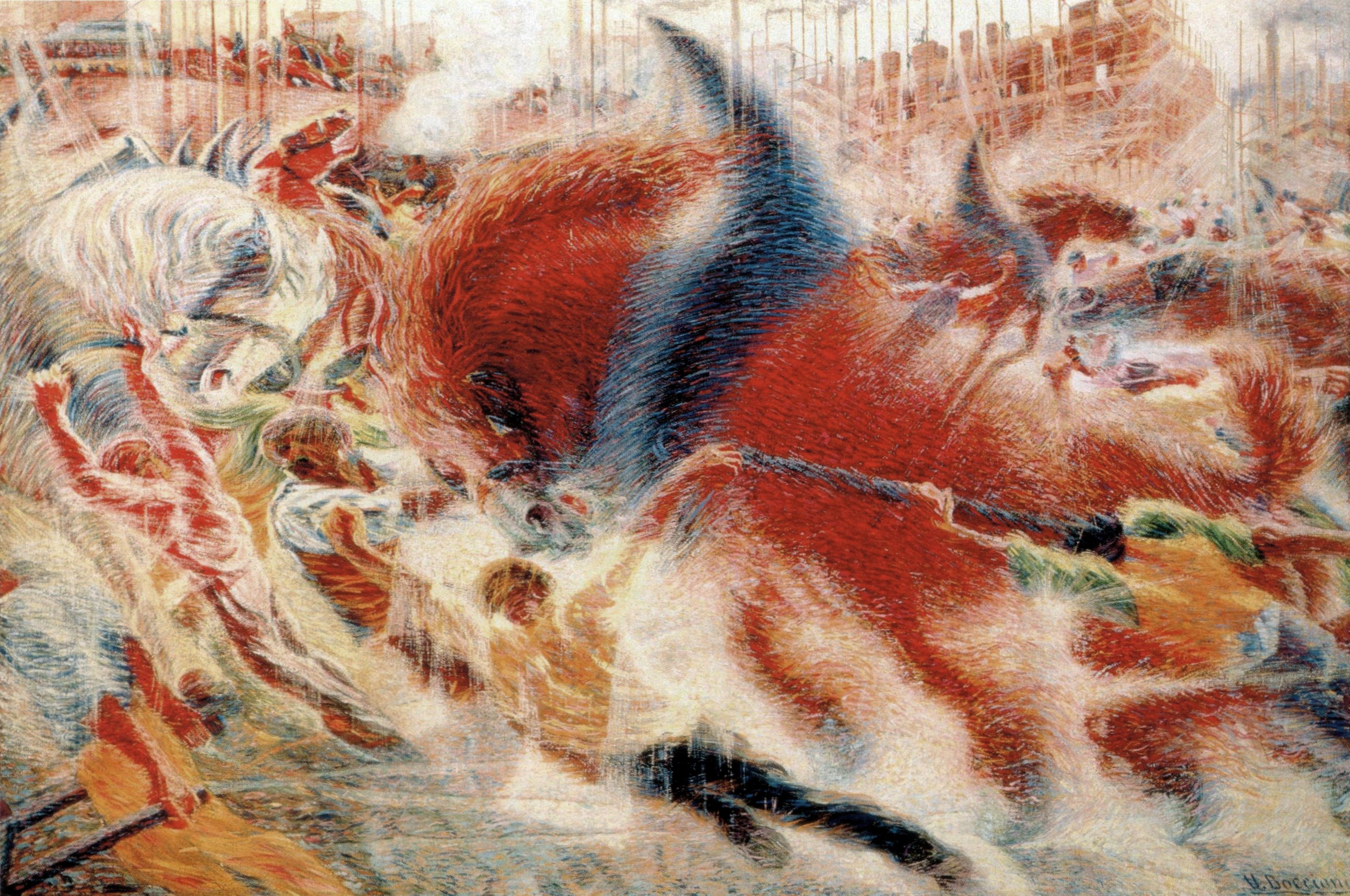
Umberto Boccioni: La città che sale / Staden vaknar upp (1910)

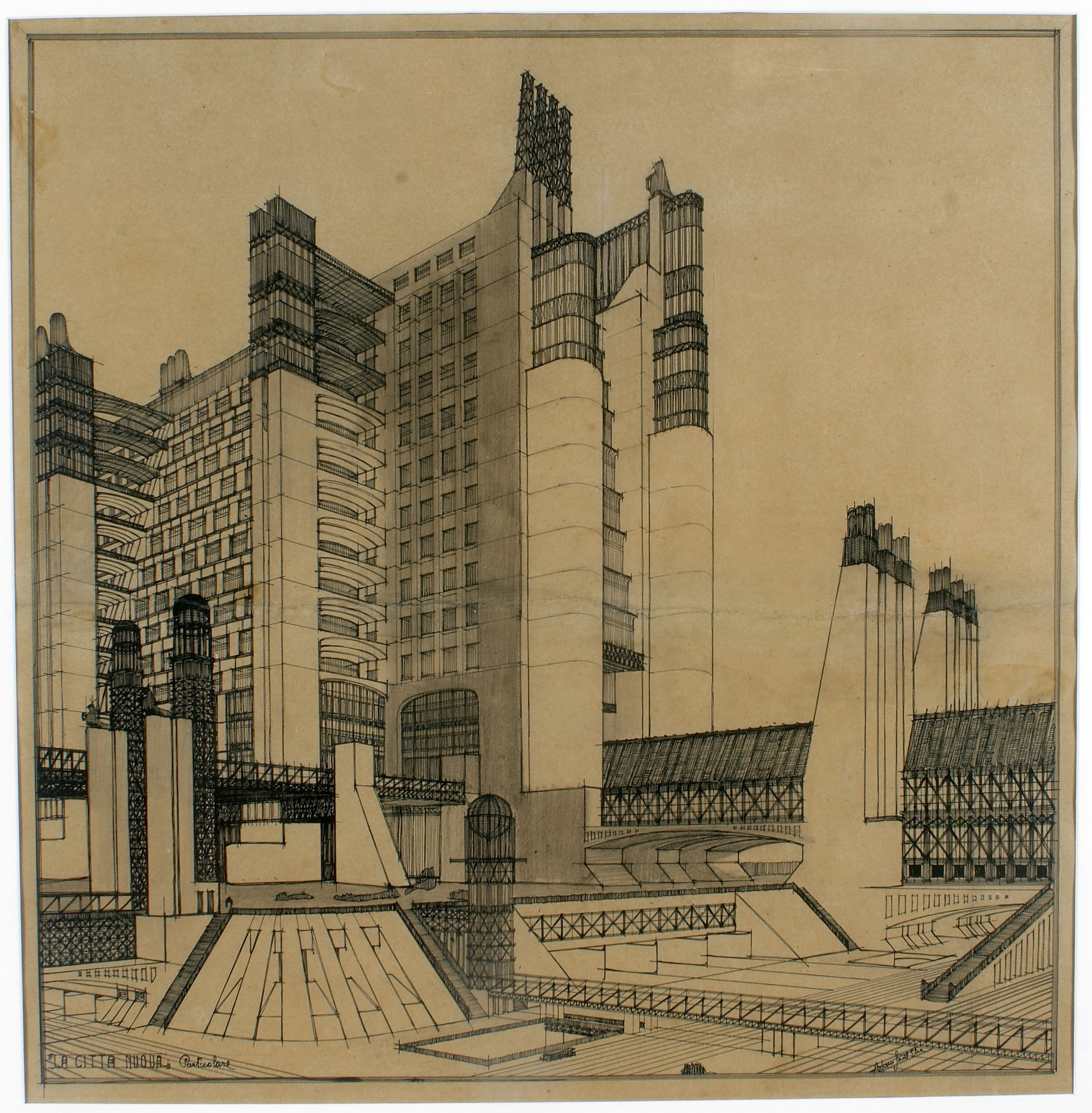
Antonio Sant'Elia: La città nuova. Particolare / Den nya staden. Detalj (1914)

Futurismen var en kulturell riktning inom konst, litteratur, musik, drama och arkitektur. Den eftersträvade ett radikalt uppbrott från tidigare traditioner. Futurismen grundades 1909 av Filippo Tommaso Marinetti.

## Italiensk futurism
Marinetti publicerade det första futuristiska manifestet i Le Figaro i februari 1909, i vilket han proklamerade krig mot traditionalismen. Året därpå utgavs tre manifest, däribland målarnas "Tekniska manifest" som tillkännagavs på Chiarellateatern i Turin 8 mars 1910. Undertecknarna var målarna Umberto Boccioni, Carlo Carrà, Luigi Russolo, Giacomo Balla och Gino Severini. Manifestet och en programförklaring fanns i tryckt form inför futuristutällningen på Galerie Bernheim-Jeune i Paris februari 1911. Våren 1912 framlade Umberto Boccioni, som även var skulptör, ett särskilt futuristiskt skulpturmanifest.
Konströrelsen blev relativt kortvarig, och främst livaktig i Italien. I Ryssland fick den viss betydelse omedelbart efter revolutionen. Den utövade dock ett inflytande över såväl kubistiskt som expressionistiskt måleri.
I Ryssland hade Filippo Tommaso Marinetti 1912 föreläst i Moskva, och i samband med det fått anhängare bland en mängd unga poeter, som aggressivt drev stilrikningen. I samband med revolutionen sågs futurismen som "proletariatets konst" och förespråkades också av makthavare. Perioden blev dock kort, redan 1921 började andra stilriktningar att förordas inom partiet. Vladimir Majakovskij var den mest kände företrädaren för den ryska futurismen. Vid sidan av honom kan nämnas Nikolaj Asejev, David Burljuk och Velimir Chlebnikov. Även Boris Pasternak påverkades en tid av futurismen. I Ryssland kom futuristerna att delas upp i två läger - egofuturister och kubofuturister.
Futurismen hyllade maskinen, förkastade äldre tiders konst och förespråkade rivning av museer. Futuristiska målningar framställde gestalter och föremål i rörelse; poesin begagnade sig av ett "industriellt" bildspråk, en grammatik och ett ordförråd i onomatopoesins tjänst. Den politiska fascismens ideologi sägs ha tagit starka intryck av den italienska futurismen och uppmuntrade flera av synpunkterna i det futuristiska manifestet.

### Lista över italienska futurister (i urval)
- Giacomo Balla
- Umberto Boccioni
- Carlo Carrà
- Franco Casavolo (1891–1955)
- Primo Conti
- Antonio Sant'Elia
- Mario Chiattone
- Aldo Giuntini (1896–1969)
- Filippo Tommaso Marinetti
- Silvio Mix (1900–1927)
- Enrico Prampolini (1894–1956)
- Francesco Balilla Pratella (1880–1955)
- Antonio Russolo (1877–1942)
- Gerardo Dottori
- Italo Ferro
- Luigi Russolo
- Gino Severini
- Enrico Prampolini

## Futuristisk musik
Futuristerna publicerade ett antal manifest angående musik där de bland annat förespråkade oljud, atonalitet, polyfoni, mikroljud och den moderna stadens ljud som bilar och flygplan framför traditionalismens musik. Kompositörerna skulle överge imitationen och influenserna från förr och istället komponera för framtiden.
Luigi Russolo konstruerade så kallade oljudsmaskiner (intonarumori) för att framföra konserter med. Senare musikgrupper som brittiska Whitehouse, japanska Merzbow och svenska Brighter Death Now kan härledas till futurismens idéer om musik.

## Rysk futurism
Kring 1910 växte en futuristisk gren fram i Ryssland. Man kan datera dess födelse till 1912 då bland andra poeterna Majakovskij och Chlebnikov publicerade manifestet En örfil åt den offentliga smaken. Vladimir Majakovskijs dikt Ett moln i byxor (1915) demonstrerade den nya futuristiska stilen, fartfylld och telegramartad. Hans mest kända dikt är dock 150 000 000. Titeln syftar på Sovjets dåvarande folkmängd och dikten var en hyllning till den ryska revolutionen. Landets futurism förgrenade sig därefter i två delar: dels ego-futurism i Sankt Petersburg och dels kubofuturism i Moskva. Ego-futurismens beteckning kommer från det fokus på jaget som riktningens företrädare hade. Den ledande ego-futuristen var Igor Severjanin som hade debuterat 1913 med diktsamlingen "Den åsksjudande bägaren". Han blev enormt populär och valdes 1918 till poesins kung i Moskva. Kubofuturismen var influerad av kubismen och syftade till att framställa ting så som de framstod i det inre medvetandet och inte som de tedde sig i sinnevärlden. Gemensamt för de ryska futuristerna var deras estetiska och politiska radikalism och deras vilja att förändra ett traditionellt vanetänkande. Man ägnade sig bland annat åt galna, fantasifulla, anarkistiska påhitt - det vi idag kallar happenings.
Litterärt ägnade sig futuristerna åt språkliga normbrott. De ville befria språket från den litterära traditionen och vardagsspråkets konventioner. Inom poesin försökte futuristerna bearbeta språket på stavelsenivå - en poet sägs ha framfört en dikt bestående enbart av stavelsen "ju". Inriktningen på textens autonomi gav impulser till den gren inom litteraturvetenskapen som kallas rysk formalism. Denna akademiska gren satte texten i fokus och undersökte dess ljud och form och vad det var som egentligen gjorde den till en text.